# Kawanishi E8K
Kawanishi E8K — проєкт розвідувального гідролітака Імперського флоту Японії періоду 1930-х років.

## Історія створення
У 1933 році Імперський флот Японії сформулював технічні вимоги «8-Сі» на розробку двомісного розвідувального гідролітака, який мав би замінити застарілі Nakajima E2N та Nakajima E4N.
Основними вимогами були маневровість не гірша, ніж у сучасних винищувачів та використання двигуна  Nakajima Kotobuki 2 KAI 1 потужністю 585 к.с.
У конкурсі взяли участь фірми Kawanishi, Aichi та Nakajima, проєкти яких отримали позначення E8K, E8A та E8N відповідно.
Фірма Kawanishi запропонувала найпрогресивніший проєкт — вільнонесучий низькоплан, встановлений на один основний та два підтримуючі поплавки. Озброєння складалось з двох синхронних 7,7-мм кулеметів для стрільби вперед і одного 7,7-мм кулемета у стрільця в задній кабіні. На зовнішню підвіску можна було встановити дві 30-кг бомби.
Прототип був готовий у грудні 1933 року, і у січні 1934 року розпочались випробування. Вони показали, що у порівнянні з E4Y2 суттєво погіршились характеристики зльоту та посадки та знизилась маневровість. Оскільки за цими двома параметрами, спеціально обумовленими в специфікації, літак E8K програвав конкурентам E8A та E8N, у лютому 1934 року проєкт E8K був відхилений флотом.
Надалі флот уклав з фірмою Kawanishi контракт на виробництво 48 екземплярів літака E8N, який переміг у конкурсі.

## Тактико-технічні характеристики

### Технічні характеристики
- Екіпаж: 2 чоловік
- Довжина: 9,23 м
- Висота: 3,87 м
- Розмах крила: 11,95 м
- Площа крила: 23,34 м²
- Маса пустого: 1 326 кг
- Максимальна маса зльоту: 1 900 кг
- Двигун: 1 х Nakajima Kotobuki 2 KAI 1
- Потужність: 585 к. с.

### Льотні характеристики
- Максимальна швидкість: 293 км/г
- Крейсерська швидкість: 167 км/г
- Практична стеля: 7 300 м

### Озброєння
- Кулеметне 3 x 7,7-мм кулемети
- Бомбове 2 x 30 кг бомб